# Szava
Szava község Baranya vármegyében, a Siklósi járásban, a Külső-Drávaszögben.

## Fekvése
Siklóstól északnyugatra helyezkedik el; a szomszédos települések: észak felől Szőke, északkelet felől Garé, kelet felől Csarnóta, dél felől Márfa és Diósviszló, nyugat felől Babarcszőlős, északnyugat felől pedig Ócsárd. A Drávaszög északnyugati végpontja.

### Megközelítése
Észak-déli irányban végighalad a községen a Görcsönytől Harkányig húzódó 5814-es út, így ezen érhető el mindkét végponti település felől, Ócsárd, illetve Diósviszló érintésével; Garéval az 5813-as út köti össze. [Külterületeit északon érinti még az 5815-ös út is, de az a lakott területeit elkerüli.]
A megyeszékhely, Pécs felől indulva Görcsönyig kell eljutni az 5801-es úton, majd onnan az 5814-esen, vagy Túrony északi széléig az 58-as főúton, majd onnan Garén keresztül érhető el a település az 5815-ös és az 5813-as úton.
Hajdan érintette a Pécs–Harkány–Donji Miholjac-vasútvonal is, amit azonban 1971 nyarán megszüntettek. A vonalnak egy megállási pontja volt itt, Szava megállóhely.

## Története
Szava és környéke ősidők óta lakott település. Területén az újkőkorból, réz- és bronzkorból származó leletek kerültek felszínre.
Az Árpád-kori települést az oklevelek 1290-ben említették először, Zawa alakban írva.
A 13. század közepe körül a település Kórogyi Keled fia Gergely birtoka volt. 1290-ben birtoka harmadrészét Jolenthnek, Péc nemzetségbeli László feleségének adta át leánynegyed címén. 1296-ban Keled unokái osztozkodásakor a birtokot Philipus fiai kapták. 1320-ban Philipus fia Lőrinc tartozékaival együtt cserébe adta Szente-Mágócs nemzetségbeli Lubrech fia János baranyai ispánnak 1000 M. értékben.
A török időkben sem néptelenedett el teljesen, csupán a Vaskapu-puszta nevű településrésze vált lakatlanná. Lakossága mindvégig magyar volt. 1542-ben a somogyvári apát birtokai közé sorolták. 1554-es defteri összeírás szerint 26 adózó család lakta.

## Közélete

### Polgármesterei
- 1990–1994: Ózdi Kálmán (FKgP)[4]
- 1994–1998: Ózdi Kálmán (FKgP)[5]
- 1998–2002: Ózdi Kálmán (FKgP)[6]
- 2002–2005: Palotásné Vörös Julianna (független)[7]
- 2005–2006: Palotásné Vörös Julianna (független)[8]
- 2006–2010: Palotásné Vörös Julianna (független)[9]
- 2010–2012: Palotásné Vörös Julianna (független)[10]
- 2012–2014: Haszillóné Lovas Beatrix (független)[11]
- 2014–2019: Haszillóné Lovas Beatrix (független)[12]
- 2019–2024: Haszillóné Lovas Beatrix (független)[13]
- 2024– : Vig Imre Béla (független)[1]

A településen az 1994. december 11-én megtartott önkormányzati választás különleges érdekessége volt, hogy a három polgármesterjelölt között ketten is kisgazda színekben indultak, egymás ellen. Ehhez hasonló eset történt ugyanabban az évben Máriakálnokon, ahol egymással szemben indult két olyan polgármesterjelölt, akik a KDNP és az FKgP együttes támogatását tudhatták maguk mögött, Sárszentmihályon, ahol a hat polgármesteri aspiráns között két MSZP-s jelölt is vetélkedett egymással, valamint Úriban, ahol öten szálltak versenybe a polgármesteri székért, köztük ketten is Úri Község Gazdakörének jelöltjeként; az 1998-as és 2002-es önkormányzati választásokon pedig Töttösön, ahol az előbbi évben három, utóbbiban két, egymás ellen induló polgármesteri aspiráns is egyazon jelölő szervezet (egy helyi egyesület) színeit viselte.
2005. július 30-án időközi polgármester-választást (és képviselő-testületi választást) kellett tartani Szaván, az előző képviselő-testület önfeloszlatása miatt. A választáson a hivatalban lévő polgármester is elindult, és meg is nyerte azt.
2012. július 1-jén ismét időközi polgármester-választásra került sor a községben, ezúttal az előző polgármester halála miatt.

## Népesség
A település népességének változása:
| Lakosok száma | 334  | 327  | 327  | 307  | 305  | 336  | 335  | 319  |
|               | 2013 | 2014 | 2015 | 2019 | 2021 | 2022 | 2023 | 2024 |

A 2011-es népszámlálás során a lakosok 95,3%-a magyarnak, 16,1% cigánynak, 16,4% németnek mondta magát (4,7% nem nyilatkozott; a kettős identitások miatt a végösszeg nagyobb lehet 100%-nál). A vallási megoszlás a következő volt: római katolikus 50,4%, református 17,9%, görögkatolikus 1,8%, felekezeten kívüli 12,9% (15,2% nem nyilatkozott).
2022-ben a lakosság 74,7%-a vallotta magát magyarnak, 8,6% cigánynak, 8,3% németnek, 0,6% horvátnak, 1,8% egyéb, nem hazai nemzetiségűnek (25,3% nem nyilatkozott; a kettős identitások miatt a végösszeg nagyobb lehet 100%-nál). Vallásuk szerint 36% volt római katolikus, 10,1% református, 0,3% görög katolikus, 1,5% egyéb katolikus, 6,3% felekezeten kívüli (45,8% nem válaszolt).

## Nevezetességei
- Református templom. Keletkezése bizonytalan. 1792-ben és 1805-ben jelentősen átalakították. 1805-ben tornyot emeltek neki. Az építéshez gróf Batthyány Theodor 4000 téglával járult hozzá, a torony gombját két szavai lakos, Jakab József és Pátkai József fizette.[18]

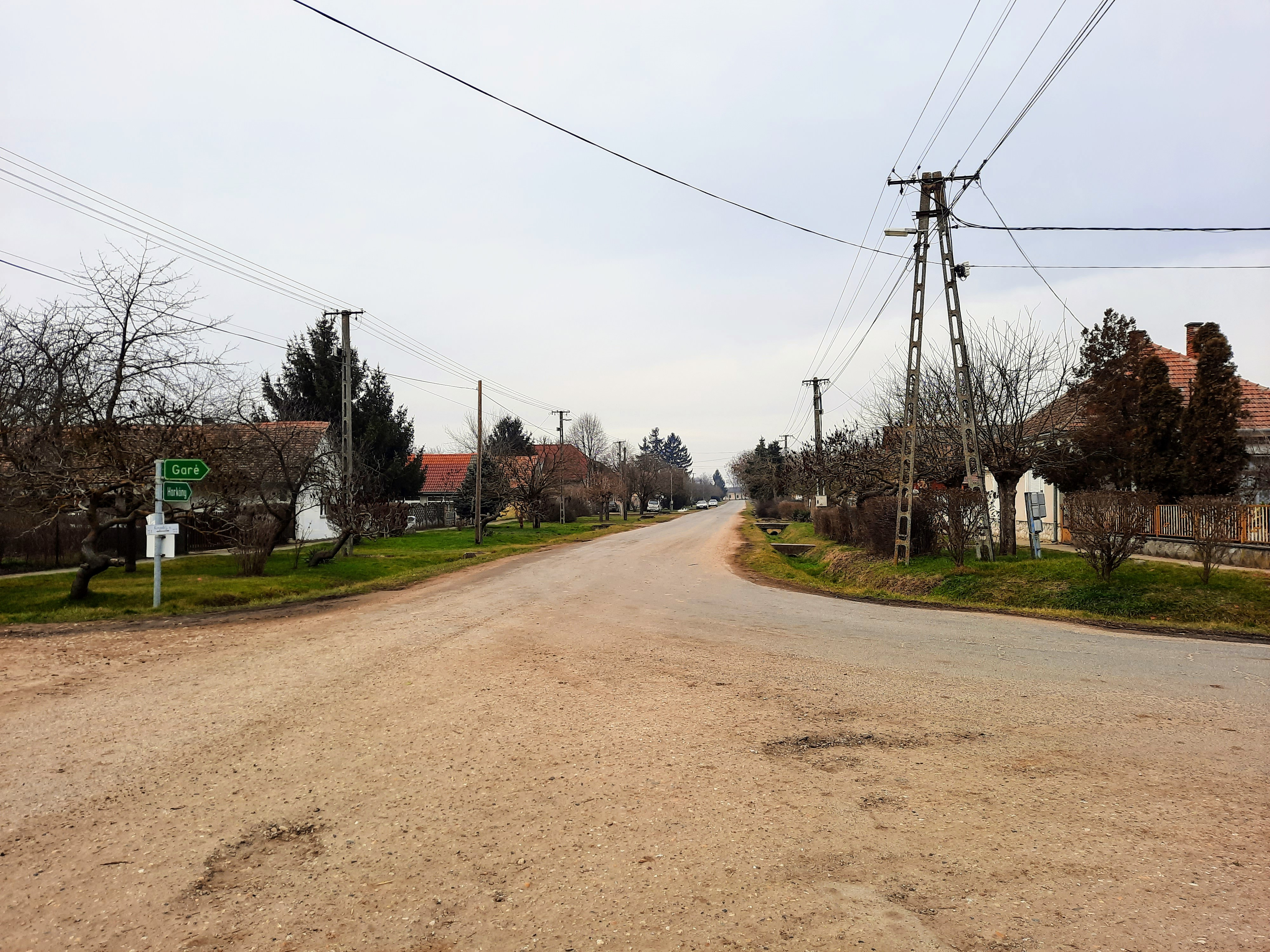
Kossuth Lajos utca

## Önkormányzat címe
- 7813 Szava, Kossuth Lajos u.41.